# Fontaine-Notre-Dame, Aisne
Fontaine-Notre-Dame là một xã ở tỉnh Aisne, vùng Hauts-de-France thuộc miền bắc nước Pháp.